# Saint-Laurent-d'Arce
 Saint-Laurent-d'Arce  là một xã thuộc tỉnh Gironde trong vùng Aquitaine tây nam nước Pháp. Xã này nằm ở khu vực có độ cao trung bình 36 mét trên mực nước biển.